# Бобылёв, Иван Тимофеевич
Иван Тимофеевич Бобылёв (14 января 1925, дер. Новоселье — 24 марта 2014, Пермь) — советский и российский актёр, театральный режиссёр, педагог. Народный артист СССР (1990). Лауреат Государственной премии РСФСР им. К. С. Станиславского (1981).

## Биография
Родился 14 января 1925 года в деревне Новоселье (ныне Дорогобужского района Смоленской области, Россия).
В 1926 году семья переехала в Москву. Во время войны окончил военное училище и служил в железнодорожных войсках.
В 1950 году окончил Высшее театральное училище имени Б. В. Щукина (ныне Театральный институт имени Бориса Щукина) в Москве.
Творческую деятельность начал как актёр и режиссёр в театре Челябинска-40 (ныне Озёрск) (1950—1957). В 1957—1964 годы — режиссёр Воронежского театра драмы имени А. В. Кольцова. В 1964 году стажировался в Большом драматическом театре имени М. Горького в Ленинграде у Г. А. Товстоногова. В 1964—1967 годах — главный режиссёр Ивановского драматического театра, 1969—1972 — главный режиссёр Московского драматического театра им. К. С. Станиславского (ныне Электротеатр Станиславский), в 1967—1969 и в 1972—2004 — главный режиссёр и художественный руководитель Пермского академического театра драмы (ныне Пермский академический Театр-Театр). Создал более 150 спектаклей.
С 1975 года принимал непосредственное участие в создании и становлении Пермского института искусства и культуры (ныне Пермская государственная академия искусства и культуры), возглавлял кафедру театральной режиссуры, профессор (1994), работал с первым актёрским экспериментальным курсом, максимально приближая учебный процесс к практике театра.
С 1956 года — член Всероссийского театрального общества (ныне Союз театральных деятелей Российской Федерации). Многие годы был членом Центральной ревизионной комиссии Всероссийского театрального общества, членом правления Пермского отделения СТД РФ, возглавлял режиссёрскую секцию областной зоны Урала. Был членом Комиссии по Государственным премиям РСФСР при Совете Министров РСФСР.
Умер 24 марта 2014 года на 90-м году жизни в Перми. Похоронен на Северном кладбище.

## Звания и награды
- Заслуженный деятель искусств РСФСР (06.12.1973)[4]
- Народный артист РСФСР (15.02.1978)[5]
- Народный артист СССР (27.07.1990) — за большие заслуги в развитии советского театрального искусства[6]
- Государственная премия РСФСР имени К. С. Станиславского (1981) — за постановку спектаклей «Усвятские шлемоносцы» Е. И. Носова и «Егор Булычов и другие» М. Горького в Пермском АТД
- Орден Трудового Красного Знамени (1985)
- Орден Почёта (10.04.1995) — за заслуги перед государством, успехи, достигнутые в труде, науке, культуре, искусстве, большой вклад в укрепление дружбы и сотрудничества между народами[7]
- Медаль «За победу над Германией в Великой Отечественной войне 1941—1945 гг.» (1945)
- Медаль «В ознаменование 100-летия со дня рождения Владимира Ильича Ленина» (1970)
- Медаль «Тридцать лет победы в Великой Отечественной войне 1941-1945 гг.» (1975)
- Приз «Волшебная кулиса» Пермского краевого театрального фестиваля-конкурса «Волшебная кулиса» в номинации «За честь и достоинство» (2003)
- Памятный знак «Герб Пермской области» и Орден Петра Великого I степени «За заслуги перед Отечеством» (Академия проблем безопасности, обороны и правопорядка, 2005) — за значительный вклад в развитие театрального искусства Прикамья и в связи с 80—летием со дня рождения[8]
- Национальная театральная премия «Золотая маска» (СТД РФ, 2013) — за выдающийся вклад в развитие театрального искусства[9]
- Строгановская премия Пермского землячества в номинации «За честь и достоинство» (2013) — за участие в создании и становлении Пермского института искусства и культуры[10]
- Действительный член Академии гуманитарных наук (1995)
- Почётный гражданин Пермской области (1999)[11].

## Творчество

### Театральные постановки
- 1967 — «Царь Фёдор Иоаннович» А. К. Толстого
- 1968 — «На дне» М. Горького
- 1968 — «Странная миссис Сэвидж» Дж. Патрика
- 1972 — «Свадьба Кречинского» А. В. Сухово-Кобылина
- 1972 — «Продавец дождя» Р. Нэша
- 1973 — «Доходное место» А. Н. Островского
- 1974 — «Васса Железнова» М. Горького (в 1977 году поставлена в Чехословакии)
- 1975 — «Прошлым летом в Чулимске» А. В. Вампилова
- 1975 — «Сирано де Бержерак» Э. Ростана
- 1976 — «Три сестры» А. П. Чехова
- 1978 — «Последний срок» по В. Г. Распутину
- 1979 — «Гнездо глухаря» В. С. Розова
- 1980 — «Усвятские шлемоносцы» Е. И. Носова
- 1980 — «Егор Булычов и другие» М. Горького
- 1983 — «Горе от ума» А. С. Грибоедова
- 1987 — «Власть тьмы» Л. Н. Толстого
- 1988 — «Собачье сердце» по М. А. Булгакову
- 1989 — «Танго» С. Мрожека
- 1990 — «Как прежде, но лучше, чем прежде» Л. Пиранделло (в России поставлена впервые)
- 1991 — «Постоянная жена» С. Моэма
- 1992 — «Трёхгрошовая опера» Б. Брехта
- 1994 — «Кукольный дом» («Нора») Г. Ибсена
- 1999 — «Адская машина» Ж. Кокто (в России поставлена впервые)
- «Бесприданница» А. Н. Островского
- «Без вины виноватые» А. Н. Островского

### Фильмография
Актёр
- 2007 — Золотой полоз — Семёныч

Режиссёр
- 1978 — Женитьба Белугина (фильм-спектакль) (совм. с Б. А. Морозовым и А. А. Черемисиной).